# 馬塔拉克區
16°28′55″S 70°49′34″W / 16.4820°S 70.8262°W
馬塔拉克區（西班牙語：Distrito de Matalaque），是秘魯的一個區，位於該國南部莫克瓜大區的桑切斯將軍山省，始建於1920年8月28日，面積557.2平方公里，海拔高度2,538米，2005年人口1,430，人口密度每平方公里2.6人。